# Руда (притока Горині)
Руда — річка в Україні, у Шепетівському районі Хмельницької області, права притока Горині (басейн Дніпра).

## Опис
Довжина 13 км, похил річки — 4,1 м/км. Формується з багатьох безіменних струмків та водойм. Площа басейну 43,0 км².

## Розташування
Бере початок на південній стороні від села Тишевичі. Тече переважно на північний захід і в селі Клубівка впадає в річку Горинь, праву притоку Прип'яті. 
Населені пункти вздовж берегової смуги: Зубарі, Ревуха. Річку перетинає автомобільна дорога Т 1804.